# Crapette nordique
 (avril 2023).
La crapette nordique est un jeu de cartes pratiqué par 3 joueurs minimum (4 en général) avec un jeu de tarot de 78 cartes. Le but est de se défaire le premier de toutes ses cartes.